# Mike Lindell
	Michael James Lindell (Mankato, 28 de junho de 1961) é um empresário, ativista político e teórico da conspiração americano. Ele também é o fundador da Lindell Foundation e da Lindell Recovery Network. Um conservador e Republicano, foi um dos mais fervorosos defensores do ex-presidente Donald Trump e espalhou diversas fake news a respeito, principalmente, do resultado da eleição presidencial nos Estados Unidos em 2020.

## Carreira
Lindell nasceu em 28 de junho de 1961, em Mankato no estado do Minnesota, e foi criado nas cidades Chaska e Carver também no estado do Minnesota.
Antes de inventar o MyPillow, Lindell lançou e operou uma série de pequenas empresas, incluindo limpeza de carpetes e alguns bares e restaurantes em Condado de Carver, Minnesota.
Lindell inventou o travesseiro MyPillow em 2004 e transformou o negócio em uma grande empresa de manufatura de Minnesota.
Em 21 de agosto de 2019, Lindell recebeu um Doutor Honorário de Negócios da Liberty University.

## Vida pessoal
Nas décadas de 1980 e 1990, Lindell tornou-se viciado em cocaína, crack e bebidas alcoólicas. Lindell diz que alcançou a sobriedade através da oração em 2009. 
Casou-se em 2013, com Dallas Yocum com quem teve dois filhos.
Em março de 2017, Lindell produziu "The Mike Lindell Story: An American Dream", um documentário sobre Lindell superando o vício em drogas e construindo um negócio multimilionário. O documentário foi filmado em Minneapolis no estado de Minnesota, no Pantages Theatre.
É filiado ao Partido Republicano.

## Filmografia
| Ano  | Título                                    | Personagem | Notas                       | Ref.   |
| ---- | ----------------------------------------- | ---------- | --------------------------- | ------ |
| 2016 | The Mike Lindell Story: An American Dream | Ele mesmo  | Filme para TV, Documentário | [ 14 ] |

## Filantropia
Lindell criou a Lindell Foundation, uma fundação baseada na fé que começou a ajudar viciados e funcionários da MyPillow. A Fundação Lindell teve um lançamento nos Estados Unidos em agosto de 2017, com um projeto especial para ajudar as vítimas do furacão Harvey.  O foco da fundação foi ampliado para ajudar as pessoas com qualquer problema pessoal, incluindo vícios, problemas no trabalho, vítimas de câncer e veteranos.
Em 16 de janeiro de 2020, Lindell anunciou o lançamento de seu novo livro de memórias, "What Are the Odds? De Crack Addict a CEO", um relato de sua jornada empreendedora, da luta contra vícios, dificuldades e fracassos, até se tornar CEO da MyPillow. Os rendimentos do livro ajudarão a lançar a Lindell Recovery Network. 

## Militância por Donald Trump

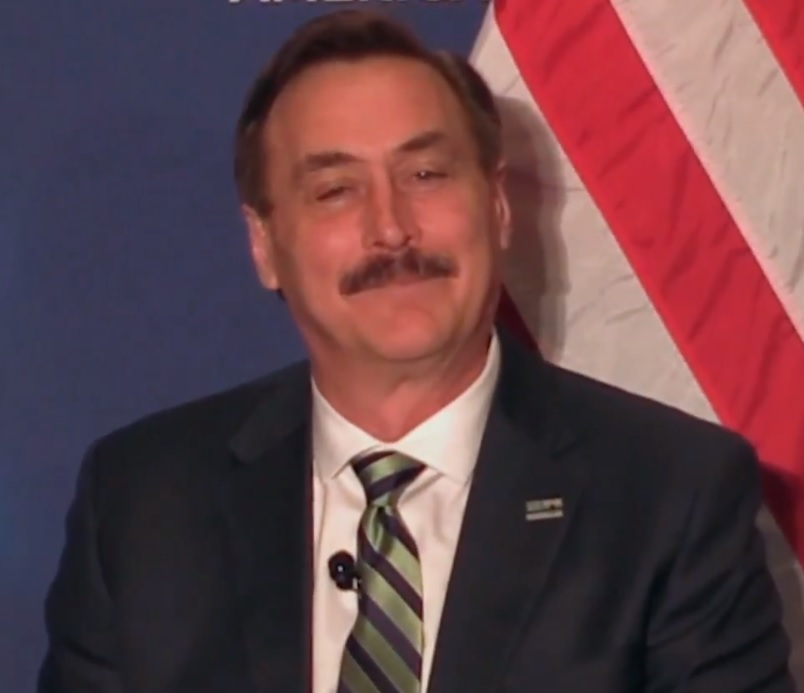
Lindell em 2018.

Em agosto de 2016, Lindell se encontrou com o então candidato presidencial republicano Donald Trump, a pedido de Trump, na Trump Tower, em Nova York. Eles discutiram os produtos fabricados nos Estados Unidos e trazer empregos de volta para os EUA. Lindell se tornou um ávido defensor de Trump, chamando Trump de "o presidente mais incrível que este país já viu na história".  Em 19 de outubro de 2016, Lindell participou do debate presidencial final em Las Vegas.  Ele falou em um comício da campanha Trump em Minneapolis em 6 de novembro de 2016.
Em 19 de julho de 2017, Lindell sentou-se ao lado do presidente Trump na mesa redonda da Casa Branca com 19 outros líderes da inciativa privada, o vice-presidente Mike Pence, funcionários da Casa Branca e quatro representantes dos EUA.
Lindell falou em um comício de Trump em 4 de outubro de 2018, em Rochester, Minnesota, dizendo que estava "100% convencido de que [Trump] seria o maior presidente da história" depois de se encontrar com Trump durante a campanha de 2016.
Em 2020, apoiou a reeleição de Trump para presidência. Quando este perdeu, passou a defender várias teorias da conspiração a respeito de que a eleição foi roubada e compartilhou várias informações falsas a respeito.